# Thury-en-Valois
Thury-en-Valois är en kommun i departementet Oise i regionen Hauts-de-France i norra Frankrike. Kommunen ligger i kantonen Betz som tillhör arrondissementet Senlis. År 2022 hade Thury-en-Valois 466 invånare.

## Befolkningsutveckling
Antalet invånare i kommunen Thury-en-Valois
| Referens: INSEE |